# Embalenhle
Embalenhle is een plaats in de Zuid-Afrikaanse provincie Mpumalanga.
Embalenhle telt ongeveer 120.000 inwoners.

## Subplaatsen
Het nationaal instituut voor de statistiek, Stats SA, deelt sinds de census 2011 deze hoofdplaats in in 22 zogenaamde subplaatsen (sub place), waarvan de grootste zijn:
Embalenhle Ext 00 • Embalenhle Ext 11 • Embalenhle Ext 15 • Embalenhle Ext 18 • Mandela Section.